# Floyd Cramer
Floyd Cramer, född 27 oktober 1933 i Shreveport, Louisiana, död 31 december 1997 i Nashville, Tennessee, var en amerikansk pianist. Han arbetade både som studiomusiker och med egen musik. Cramer betydde mycket för utvecklingen av Nashvillesoundet, och han har valts in i både Country Music Hall of Fame och Rock and Roll Hall of Fame.

## Biografi
Cramer föddes i Shreveport i Louisiana men växte upp i den lilla staden Huttig i Arkansas. I mitten av 1960-talet hade han blivit en respekterad artist med flera album i bagaget som turnerade med gitarr maestro Chet Atkins och saxofonisten Boots Randolph. Han uppträdde också tillsammans med dem som medlem i Million Dollar Band.
Under 1950-talet spelade Cramer som studiomusiker för namn som Elvis Presley, Brenda Lee, Patsy Cline, Jim Reeves, Roy Orbison, Don Gibson och The Everly Brothers. 1960 fick han sin första egna stora hit med den instrumentella låten "Last Date". Han gav sedan ut flera framgångsrika album under 1960- och 1970-talen. Hans stil kom att få stort inflytande på det framväxande Nashvillesoundet. Han dog 1997 av lungcancer.
2003 valdes Cramer in i Country Music Hall of Fame, och samma år som "sideman" i Rock and Roll Hall of Fame. 2004 invaldes hans inspelning av "Last Date" i Grammy Hall of Fame, som inrättats för att hedra inspelningar av varaktig kvalitativ eller historisk betydelse. 2008 valdes Cramer in i Louisiana Music Hall of Fame.